# Norberto Briasco
Norberto Alejandro Briasco Balekian (armenisch Նորբերտո Ալեխանդրո Բրիասկո Բալեկյան Norberto Alechandro Briasko Balekjan; * 29. Februar 1996 in Buenos Aires) ist ein argentinisch-armenischer Fußballspieler, der bei den Boca Juniors in der Liga Profesional de Fútbol unter Vertrag steht.

## Karriere

### Verein
Norberto Briasco wurde in Buenos Aires als Sohn armenischer Einwanderer geboren, weshalb er beide Staatsbürgerschaften besitzt. Er wuchs in einer armenischen Gemeinschaft im Süden der Hauptstadt auf und bezeichnet sich selbst als „Stolz auf seine Herkunft“. Seine professioneller Karriere als Fußballspieler begann er beim lokalen Club Atlético Huracán, bei dem er zur Saison 2016/17 in die erste Mannschaft von Cheftrainer Eduardo Domínguez befördert. Sein Debüt in der höchsten argentinischen Spielklasse bestritt er am 27. August 2016 (1. Spieltag) bei der 0:1-Auswärtsniederlage gegen den CD Godoy Cruz, bei dem er in der 75. Spielminute für Mauro Bogado eingewechselt wurde. In seinem dritten Einsatz am 12. März 2017 (15. Spieltag) erzielte er bereits nach drei gespielten Minuten das goldene Tor zum 1:0-Auswärtssieg gegen den CA San Martín de San Juan. In der Folge schaffte er den Durchbruch in die Startformation. In der Spielzeit 2016/17 kam er in 14 seiner 18 Ligaeinsätze von Beginn an zum Einsatz und erzielte in diesen Spielen drei Tore. In der folgenden Saison 2017/18 kam er nur zu fünf Einsätzen, in denen ihm ein Tor und eine Vorlage gelang. Zu mehr Ligaspielen kam er in der folgenden Spielzeit 2018/19, in der er in drei seiner 13 Einsätze startete. Erst in der Spielzeit 2019/20 drang er wieder in die Startaufstellung vor. Sein erstes Saisontor erzielte er am 18. August 2019 (3. Spieltag), als er bei der 1:2-Auswärtsniederlage gegen den CA Patronato nach seiner Einwechslung traf. Er beendete die Saison mit drei Toren und einer Vorlage, welche er in 18 Ligaspielen sammeln konnte. Im Sommer 2021 folgte dann sein Wechsel zum Stadtrivalen Boca Juniors, wo er bis zum Saisonende auf 15 Ligaeinsätze mit einem Treffer, sowie zwei Partien in der Copa Libertadores kam.
Im August 2024 wurde er bis Ende 2015 an den Club de Gimnasia y Esgrima La Plata verliehen.

### Nationalmannschaft
Durch seine Abstammung war Briasco sowohl für die argentinische als auch für die armenische Nationalmannschaft spielberechtigt. Am 7. März 2018 erhielt er von Trainer Artur Petrosjan seine erste Nominierung für die armenische A-Auswahl. Sein Debüt gab er am 24. März beim 0:0-Unentschieden im Testspiel gegen Estland, als er in der 68. Spielminute für Artem Simonyan eingewechselt wurde.